# ديفيد كيرسي
ديفيد ويست كيرسي (بالإنجليزية: David Keirsey)‏ (31 أغسطس 1921 - 30 يوليو 2013) عالم نفس أمريكي وأستاذ فخري في جامعة ولاية كاليفورنيا بفوليرتون ومؤلف عدة كتب. في أكثر منشوراته المشهورة، رجاءً افهموني، (1978، بالاشتراك مع مارلين باتس) والمجلد الثاني المنقح والموسع رجاءً افهموني 2 (1998)، وضع استبيان تقييم ذاتي للشخصية، يُعرف بمصنف كيرسي للمزاج، والذي يربط أنماط السلوك البشري بأربعة أمزجة وستة عشر نوعًا من السمات. يحتوي كلا مجلدي رجاءً افهموني على استبيان لتقييم النوع مع صور مفصلة ومعالجة منهجية لوصف سمات المزاج وسمات الشخصية. تخصص كيرسي في الاستشارات العائلية والاستشارية المتعلقة بالشراكة وتدريب الأطفال والبالغين، بالإضافة إلى التركيز على إدارة النزاعات والتعاون.

## نشأته وتعليمه وخبرته المهنية
وُلد كيرسي في أدا بولاية أوكلاهوما. انتقل مع عائلته وهو يبلغ من العمر عامين إلى جنوب كاليفورنيا. جُنّد في الجيش خلال الحرب العالمية الثانية، وانضم إلى البحرية وأصبح طيارًا مقاتلًا من البحرية، وعمل على حاملة طائرات في المحيط الهادئ. حصل على درجة البكالوريوس والماجستير من كلية بومونا وعلى شهادة الدكتوراه من جامعة كليرمونت للدراسات العليا (المعروفة آنذاك بمدرسة كليرمونت للدراسات العليا). في عام 1950، بدأ حياته المهنية في التعامل مع الشباب كمستشار في مزرعة إفراج مشروط للأولاد الجانحين. أمضى لاحقًا عشرين عامًا في العمل في المدارس العامة، واضطلع بأنشطة إصلاحية تهدف إلى مساعدة الأطفال المضطربين والمزعجين في البقاء بعيدًا عن المتاعب. على مدى السنوات الإحدى عشرة المقبلة التي أمضاها في جامعة ولاية كاليفورنيا بفوليرتون، درب المستشارين الإصلاحيين على تحديد سلوكيات الانحراف لدى الأطفال والآباء والمعلمين، وتطبيق التقنيات التي تهدف إلى تمكينهم من التخلي عن مثل هذه السلوكيات.

## تطوير النظريات المزاجية
كتب كيرسي بإسهاب عن نموذجه المؤلف من أربعة أمزجة (الحرفي والمسؤول والمثالي والعقلاني) وستة عشر نمطًا من متغيرات الأدوار. بدأ بحثه ورصده للسلوك البشري بعد عودته من الحرب العالمية الثانية، حيث عمل في منطقة المحيط الهادئ طيارًا مقاتلًا في البحرية.
تأثر كيرسي في عمله بأبقراط وأفلاطون وأرسطو. اشتملت التأثيرات الحديثة على أعمال ويليام جيمس، وجون ديوي، وإرنست كريتشمر، وويليام هربرت شيلدون، وجاي هالي، وجريجوري بيتسون، وماكس فيرتيمير، وولفجانج كوهلر، وريموند هولدن ويلر، وإريك فروم، وألفريد ادلر، ورودولف دريكورس، وميلتون هايلاند إريكسون، وإيرفينغ غوفمان. اعتبر نفسه آخر علماء النفس الغشتالتي.
في عام 1921، نشر كارل يونغ كتابًا بعنوان الأنماط النفسية، والذي اقترح مفهوم الأنماط النفسية القائمة على الانطواء مقابل الانفتاح، والتفكير مقابل الشعور كوظائف عقلانية، والإحساس مقابل الحدس كوظائف غير عقلانية، والتعايش بين الوظائف المهيمنة والتبعية. وسعت إيزابيل بريغز مايرز ووالدتها كاثرين كوك بريغز نطاق أفكار يونغ ودونتاها في اختبار ستة عشر نمطًا من أنماط علم النفس، والذي يُعرف بمؤشر مايرز بريغز للأنماط. في مخطط من صفحتين حول «خصائص الأنماط في المدرسة الثانوية» (دليل مايرز بريغز، من نسخة 1958)، وصفت إيزابيل مايرز الستة عشر نمطًا بإيجاز. أدرك كيرسي دقة الأوصاف الستة عشر الموجزة، ومطابقتها لملاحظاته كطبيب نفسي في المدرسة، واستخدم هذه الأوصاف كركائز في نموذجه المسهب والمنقح. تمثل ابتكار كيرسي المحوري بتنظيم هذه الأنماط ضمن أربعة أمزجة ووصف «السلوك الملحوظ» بدلًا من التكهن بالأفكار والمشاعر غير الملحوظة. قدم كيرسي تعريفاته الخاصة للأنماط الستة عشر، وربطها بالأمزجة الأربعة التي تستند إلى دراساته التي أجريت على خمسة علوم سلوكية: علم الإنسان وعلم الأحياء وعلم السلوك الحيواني وعلم النفس وعلم الاجتماع. غالبًا ما كتبت مايرز عن الوظائف النفسية لعلم النفس التحليلي، والتي تُعتبر عمليات عقلية، بينما ركز كيرسي على كيفية استخدام الناس للكلمات في إرسال الرسائل واستخدام الأدوات في إنجاز الأمور، وهي إجراءات يمكن ملاحظتها. أجرى كيرسي تحليلًا شاملًا ومنهجيًا وتوليفة لجوانب الأمزجة في الشخصية، والتي اشتملت على المصالح الفريدة للمزاج وتوجهاته وقيمه وصورته الذاتية وأدواره الاجتماعية.